# Johannes Fabricius

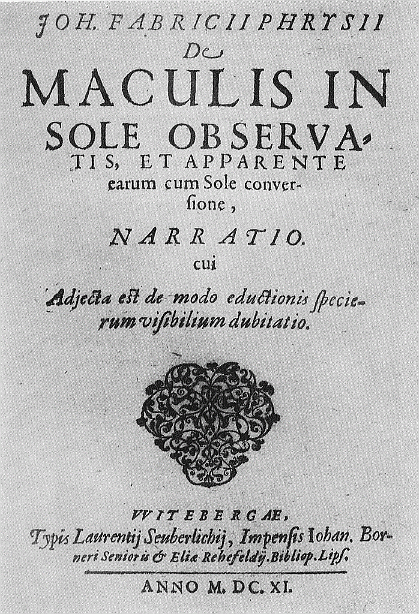
Strona tytułowa Narratio de Maculis in Sole observatis, et apparente earum cum Sole conversione

Johannes Fabricius (Johann Goldsmid) (ur. 8 stycznia 1587 w Resterhafe, Dolna Saksonia, zm. prawdopodobnie 19 marca 1616 w Marienhafe, Dolna Saksonia) – holenderski astronom, najstarszy z synów Davida Fabriciusa. Jako jeden z pierwszych zaobserwował plamy na Słońcu (1611) i jako pierwszy opublikował wyniki tych obserwacji w pracy Narratio de Maculis in Sole observatis, et apparente earum cum Sole conversione. Do ich wykonania wykorzystywał wynaleziony kilka lat wcześniej teleskop oraz camera obscura.
Studiował medycynę, matematykę i astronomię na uniwersytetach w Helmstedt, Wittenberdze i Lejdzie.